# Ditomus tricuspidatus
Ditomus tricuspidatus é uma espécie de insetos coleópteros pertencente à família Carabidae. A autoridade científica da espécie é Fabricius, tendo sido descrita no ano de 1792. Trata-se de uma espécie presente no território português.